# Dicranota (Paradicranota) subtilis
Dicranota (Paradicranota) subtilis is een tweevleugelige uit de familie Pediciidae. De soort komt voor in het Palearctisch gebied.